# Завој (Хунедоара)
Завој (рум. Zăvoi) насеље је у Румунији у округу Хунедоара у општини Салашу Де Сус. Oпштина се налази на надморској висини од 405 m.

## Становништво
Према подацима из 2002. године у насељу је живело 132 становника, од којих су сви румунске националности.